# فولك ريختر
فولك ريختر (بالألمانية: Falk Richter) (و. 1969  م) هو كاتب مسرحي، ومترجم، ومخرج مسرحي، وكاتب، ومؤلف ألماني، ولد في هامبورغ.

## روابط خارجية
- فولك ريختر على موقع مونزينجر (الألمانية)